# おとめ座シータ星
おとめ座θ星（おとめざシータせい、θ Virginis、θ Vir）は、おとめ座にある重星である。見かけの合成等級は4.38と、肉眼でみえる明るさである。おとめ座θ星は、3つないし4つの恒星からなる連星系であると考えられる。年周視差に基づいて太陽からの距離を見積もると、およそ376光年である

## 星系

### 外観

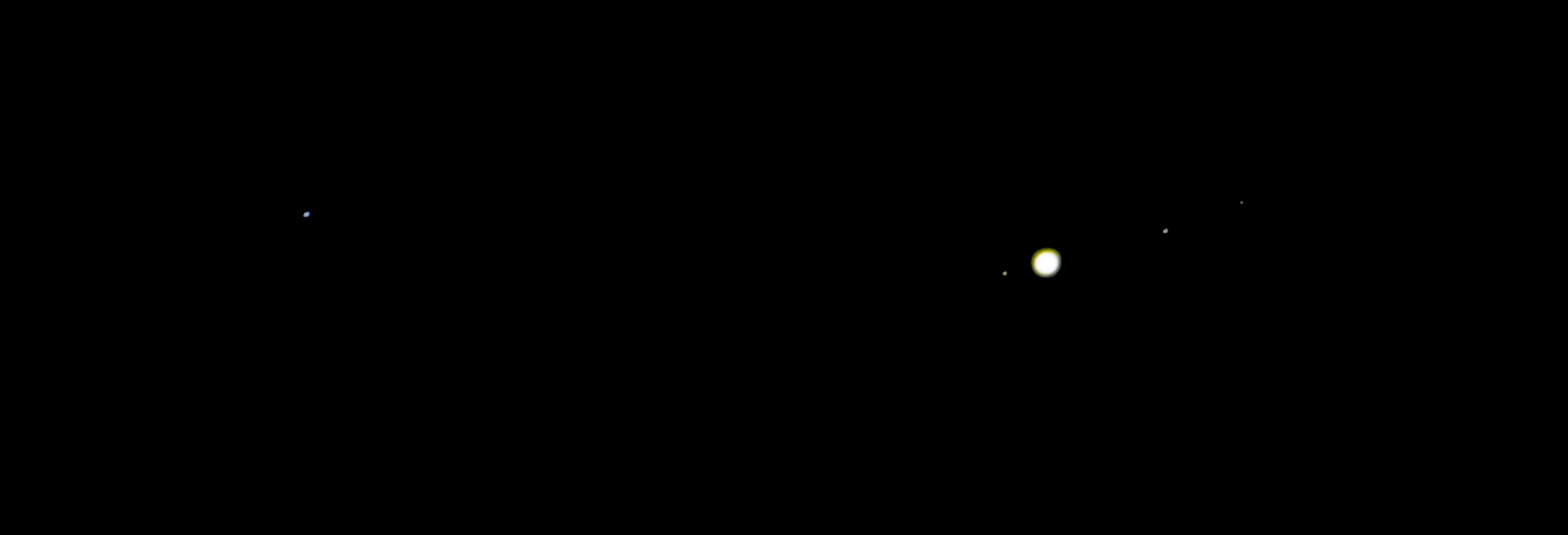
おとめ座θ星（左）に木星が接近する（2017年4月9日23:45(UTC)）。

おとめ座θ星は、おとめ座の輪郭の中心部分を占め、スピカから北西に6度程度のところに位置する。ウィリアム・ハーシェルやヴィルヘルム・シュトルーヴェによって重星として分解され、18世紀から三重星として記録がある。三重星を構成するのは、4等星のおとめ座θ星A、そこから北に7秒離れたところにある8等星のおとめ座θ星B、北西に71秒離れたところにある10等星のおとめ座θ星Cである。
おとめ座θ星は、特におとめ座θ星Bが、人間の視覚の対比効果によって色合いが変わってみえる特異な三重星として知られる。例えば、スミスとチェンバーズは著書の中で、おとめ座θ星Aの色を青白色、おとめ座θ星Bを紫色、おとめ座θ星C星をくすんだ色と記している。ウェッブは、B星の色は不明としながら、緑がかったり青みがかったりしてみえると記した。「SKY WATCHER」誌の「二重星観測ガイド」では、A星の色を淡黄、B星の色を淡い紫としている。実際には、撮像をしてみるとA星もB星も白っぽく写り、スペクトル型から想像するような結果となる。

### 性質
おとめ座θ星Aは、単独星ではないことがわかっている。実際には、おとめ座θ星Aaとおとめ座θ星Abに分解することができるが、両者の離角は0.5秒しかないため、1976年にスペックル干渉法によって初めて検出された。Aa星は、見かけが5等星でA型準巨星と考えられ、スペクトル型はA1 IVsと分類されている。Ab星は、Aa星より2等級ほど暗い7等星で、A型金属線星に分類される。カルシウムK線、水素のバルマー線、金属線から推定するスペクトル型が異なり、A5型からF2型まで幅がある。また、Aa星との等級差からスペクトルエネルギー分布を求めた結果、B8型とされたこともある。Aa星とAb星は、周期が695年、離心率が0.72の軌道を公転しているとみられるが、まだ精度の良い値とはいえない。
おとめ座θ星Aはまた、20世紀の初めから視線速度の変化により分光連星ではないかと指摘されていた。その後、長期にわたる視線速度のデータから、軌道周期17.84年、離心率0.33の軌道が求められ、離角は0.1秒に相当するとみられる。この軌道は、スペックル干渉法で得られた伴星とは全く整合せず、実在するとすればおとめ座θ星Aaが、おとめ座θ星Aa1とおとめ座θ星Aa2からなる分光連星であると予想される。
おとめ座θ星Bは、おとめ座θ星Aと固有運動が共通する連星をなす。その軌道周期は、8000年以上になると予想されている。
おとめ座θ星Cは、物理的に結びつかない見かけだけの関係であると考えられる。
おとめ座θ星系の距離は、力学視差、測光視差、ヒッパルコスの年周視差、ガイアの年周視差に大きなばらつきがあるが、もっともらしい年周視差を基に太陽からの距離を計算すると、376光年である。

## 名称
中国ではおとめ座θ星は、黄道とほぼ平行な線分をなすことから名付けられ、道を司る官吏を意味するとされる平道（拼音: Píng Dào）という星官を、ふたご座82番星と共に形成する。おとめ座θ星自身は、平道一（拼音: Píng Dào yī）すなわち平道の1番星といわれる。